# Línguas da Papua-Nova Guiné
São cerca de 850 as  línguas de Papua-Nova Guiné, um número notável (o maior dentre as nações o mundo) para um país de pouco mais de 6 milhões de habitantes. Em 2006, o Primeiro Ministro de Papua-Nova Guiné, Sir Michael Somare, declarou que o país tem 832 línguas (não dialetos). As línguas oficiais são o Tok Pisin (uma língua crioula com base no inglês), o próprio inglês e o Hiri Motu.
As principais línguas desse país que ocupa a metade oriental (cerca de 463 mil km²) da ilha da Nova Guiné, país com grande extensão de florestas tropicais com muitas tribos isoladas, são:
- Tok Pisin – falada por cerca de metade a 2/3 da população, língua franca da região.
- Inglês – mesmo sendo uma das três línguas oficiais do país, é falada por somente 1 a 2% da população.[3]
- Hiri Motu – 120 mil falantes, como segunda língua.
- Línguas Papuas – as mais antigas da ilha, essas línguas são também faladas em áreas da Indonésia, em Timor-Leste e nas Ilhas Salomão
- Línguas austronésias - Grupos de falantes de línguas austronésias chegaram à Nova Guiné supostamente por volta de 1500 a.C. As línguas austronésias estão dispersas desde um extremo oeste em Madagascar (língua malgaxe), ao norte em Taiwan (línguas formosanas), a leste na Ilha da Páscoa (língua rapanui).

## Alfabetização
57,3% da população de Papua-Nova Guiné acima de 15 anos é alfabetizada.